# MG F
La MG F, in seguito ribattezzata MG TF, è una roadster prodotta con il marchio MG dal 1995 al 2000 dal Gruppo Rover, dal 2000 al 2005 dal Gruppo MG Rover e dal 2008 al 2011 dalla Nanjing Automobile.

## Storia e caratteristiche
La MG F è stata lanciata nell'autunno del 1995 dal gruppo Rover, come rivale della Mazda MX-5.
Questo è il primo modello originale del gruppo Rover, dopo oltre un decennio di modelli costruiti sulla base di modelli Honda e il terzo modello da quando la BMW ha acquistato il gruppo.
La "MG F" era equipaggiata con il motore Rover serie k in versione 1600 e 1800. La versione 1800i, la più venduta, con i suoi 120 cavalli o 135 cavalli. Il peso non eccessivo conferiva all'auto buone doti di ripresa e prestazioni. Infine era presente anche la versione Trophy da 160 cavalli prodotta dal 2001. Le sospensioni erano di tipo “hydragas”. Quest’auto era un'ottima scelta per chi voleva un'auto totalmente inglese, divertente e pratica.

## MG TF

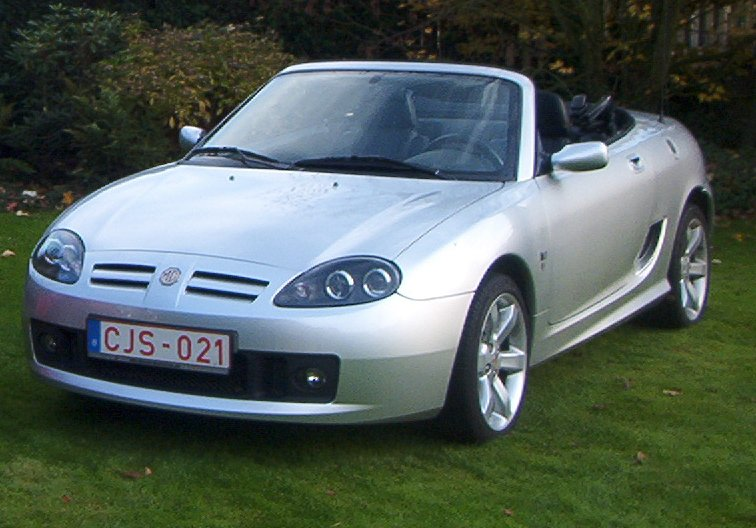
MG TF

Nel 2002 esce la nuova serie della MG F, rinominata per l'occasione MG TF.
La nuova serie oltre a un nuovo frontale e una coda ridisegnata, presenta numerose migliorie meccaniche, a cominciare dalle nuove sospensioni. Le motorizzazioni restano le stesse della precedente MG F. La TF viene prodotta fino al 2005, anno del fallimento del Gruppo MG Rover.

## MG cinese
Il fallimento del gruppo MG Rover, subentrato al Gruppo Rover nel 2000, comporta la chiusura della produzione.
Nel 2007, la casa automobilistica cinese Nanjing Automobile, che dopo il fallimento della MG Rover aveva acquistato il marchio MG e gli stabilimenti, riprende la produzione della roadster per il mercato britannico nello storico stabilimento di Longbridge, vicino a Birmingham.
Nel 2009 è ripresa la produzione, con una serie speciale di 500 esemplari, denominata "500 limited edition" interamente prodotti in Gran Bretagna: la sua produzione è stata poi sospesa fino a primavera 2010 per mancanza di richiesta. Nel maggio dello stesso anno è stata presentata la MG TF 85Th Anniversary Edition, prodotta in soli 200 esemplari, per festeggiare gli 85 anni dalla fondazione della casa inglese.
La produzione è terminata nel 2011 dopo 906 esemplari prodotti sotto la proprietà cinese.